# André Zimmermann
Andrè Zimmermann (Maisonsgoutte, 20 febbraio 1939 – Villè, 5 novembre 2019) è stato un ciclista su strada francese.

## Carriera
Scalatore di talento, ha partecipato al Tour de France cinque volte tra il 1964 e il 1969. Ottenne il suo miglior piazzamento in questo evento nel 1965 (17º) dopo aver concluso al 4º posto nella tappa Dax - Bagnères-de-Bigorre.
Era compagno di squadra di Jacques Anquetil quando quest'ultimo vinse il suo secondo Giro d'Italia e il suo quinto Tour de France nel 1964. 

## Palmarès
- 1966

Gran Premio di Aix-en-Provence
Gran Premio di Tolone